# Сапиев, Чаймухамбет
Чаймухамбет Сапиев (род. 10.9.1926, село Шубар, Талды-Курганский район, Талды-Курганская область — 1996) — советский партийный деятель, Герой Социалистического Труда (1966). Член КПСС с 1948 года.

## Биография
Окончил Талды-Курганский зоотехническо-ветеринарный техникум (1967), окончил Казахский педагогический институт имени Абая (1958). Кандидат экономических наук (1971).
В 1945 году — в рядах Советской Армии.
В 1945—1949 гг. — секретарь Шубарского сельсовета, в 1949—1952 годах — секретарь исполкома Талдыкурганского района, в 1952 — 1960 гг. — заместитель председателя исполкома Талдыкурганского района.
Заведующий отделом Талдыкурганского горисполкома, председатель Борлитобинского горисполкома.
В 1960 — 1973 гг. — 2-й секретарь Андреевского районного комитета партии, председатель Панфиловского райисполкома, 1-й секретарь Андреевского комитета партии.
С 1973 — секретарь комитета партии Талдыкурганской области. Был избран в члены ЦК Компартии Казахстана на 13-м съезде.
Два раза награждён орденом Ленина, орденом Трудового Красного Знамени.
Проживал в Алма-Ате. Скончался в 1996 году.